# Supercopa espanyola de bàsquet femenina 2007
La Supercopa espanyola de bàsquet femenina 2007 fou la cinquena edició de la competició. Se celebrà el 19 d'octubre de 2007 al Pavelló Municipal Font de Sant Lluís de València i fou organitzada per la Federació Espanyola de Basquetbol. Hi competiren el Ciudad Ros Casares com a campió de la Lliga Femenina 2006-07, i el Perfumerias Avenida, com a campió de la Copa de la Reina 2006. Els dos equips reeditaren la mateixa final de l'any anterior, en aquesta ocasió en el pavelló del club valencià. La competició inicià la temporada 2007-08 del bàsquet femení estatal.
El Ciudad Ros Casares guanyà la final per 68 a 61, caracteritzant-se per la igualtat entre els dos equips. Tanmateix, el parcial del segon quart de 18 a 6 favorable a les valencianes condicionà el decurs de la segona part. Individualment, destacà l'actuació de la base madrilenya Elisa Aguilar, MVP de la competició, amb 20 punts, 3 rebots, 3 assistències i 18 de valoració, per part valenciana, i, Anna Montañana, amb 19 punts, 8 rebots, 2 assistències i 17 de valoració, per part salmatina. El club valencià aconseguí el seu quart títol de Supercopa, el segon de forma consecutiva. Abans de començar la final, el president de la FEB, José Luis Sáez, entregà a la jugadora americana Delisha Milton-Johnes el premi MVP de la Lliga Femenina de la temporada 2006-07, i a Evaristo Pérez el de millor entrenador.

## Final
| En negreta = Equip guanyador Pts = Punts Rebs = Rebots Assist = Assistències Val = Valoració Nota: Noms dels equips segons l'època |

| 19 d'octubre de 2007 20:30 CET Informe Notícia | Ciudad Ros Casares                                                 | 68–61 | Perfumerías Avenida                                                       | Pavelló Font de Sant Lluís, València Assistència: 1.500 espectadors Àrbitres: Germán Francisco Morales Ruiz i Rubén Sánchez Mohedas. MVP: Elisa Aguilar (ROS) |
| 19 d'octubre de 2007 20:30 CET Informe Notícia | Resultats per quarts: 21-21, 18-6, 15-18, 14-16                    |       |                                                                           | Pavelló Font de Sant Lluís, València Assistència: 1.500 espectadors Àrbitres: Germán Francisco Morales Ruiz i Rubén Sánchez Mohedas. MVP: Elisa Aguilar (ROS) |
| 19 d'octubre de 2007 20:30 CET Informe Notícia | Pts: Aguilar 20 Rebs: Bjelica 7 Assist: Palau 5 Val: Tornikidou 20 |       | Pts: Montañana 19 Rebs: Montañana 8 Assist: Domínguez 5 Val: Montañana 17 | Pavelló Font de Sant Lluís, València Assistència: 1.500 espectadors Àrbitres: Germán Francisco Morales Ruiz i Rubén Sánchez Mohedas. MVP: Elisa Aguilar (ROS) |

| Ciudad Ros Casares | Perfumerias Avenida |

| #              | Jugadora             | Pts | Rbs. | Ass. | Val. |
| -------------- | -------------------- | --- | ---- | ---- | ---- |
| 4              | Eva Baranova         | 4   | 4    | 0    | 5    |
| 5              | Evanthia Maltsi      | 5   | 1    | 1    | 5    |
| 6              | Laia Palau           | 4   | 4    | 5    | 10   |
| 7              | DeLisha Milton-Jones | 4   | 4    | 0    | -1   |
| 9              | Noemí Jordana        | 2   | 0    | 0    | 2    |
| 10             | Elisa Aguilar        | 20  | 3    | 3    | 18   |
| 11             | Elena Tornikidou     | 12  | 7    | 1    | 20   |
| 12             | Milka Bjelica        | 8   | 7    | 2    | 11   |
| 13             | Marina Ferragut      | 6   | 4    | 1    | 4    |
| 15             | Kathryn Douglas      | 3   | 0    | 1    | -3   |
| Total          | Total                | 68  | 34   | 14   | 71   |
| Entrenador     |                      |     |      |      |      |
| Evaristo Pérez |                      |     |      |      |      |

| Campió de la Supercopa espanyola 2007 |
| ------------------------------------- |
| Ciudad Ros Casares Quart títol        |
| MVP                                   |
| Elisa Aguilar                         |

| #          | Jugadora         | Pts | Rbs. | Ass. | Val. |
| ---------- | ---------------- | --- | ---- | ---- | ---- |
| 4          | Anke de Mondt    | 3   | 3    | 1    | -1   |
| 6          | Sílvia Domínguez | 2   | 1    | 5    | 2    |
| 7          | Anna Montañana   | 19  | 8    | 2    | 17   |
| 8          | Isabel Sánchez   | 11  | 3    | 1    | 14   |
| 9          | Clara Bermejo    | 1   | 2    | 0    | 1    |
| 10         | Ivanka Matić     | 12  | 2    | 0    | 1    |
| 12         | Tracy Reid       | 13  | 4    | 0    | 9    |
| 15         | Tiffani Johnson  | 9   | 7    | 0    | 6    |
| Total      | Total            | 61  | 30   | 9    | 49   |
| Entrenador |                  |     |      |      |      |
|            |                  |     |      |      |      |